# Aleksander Zorn
Aleksander (Sanja) Zorn, slovenski politik, literarni zgodovinar, * 5. maj 1947, Maribor. 

## Življenjepis
Po končani gimnaziji je šolanje nadaljeval v Ljubljani. Na Filozofski fakulteti je študiral  primerjalno književnost. Diplomiral je leta 1973. Med študijem  je sodeloval v študentskem gibanju. Bil je sourednik Mladinine priloge Mlada pota (1967–69), urednik Tribune (1970), kulturni urednik Radia Študent (1969–70), soustvarjalec in prvi predsednik Študentskega kulturnega centra (1971–72) oz. ŠKUC. Sodeloval je pri gledališki skupini Pupilija Ferkeverk ter drugih avantgardnih skupinah. Po končanem študiju je najprej delal kot dramaturg pri Eksperimentalnem gledališču Glej, od leta 1977 do 1981 pa pri Viba filmu. Nato je bil sedem let svobodni književnik ter tajnik in sourednik Nove revije. Od 1987 do 2004 je bil urednik pri založbi MK. Od 2005 do 2008 je bil državni sekretar v kabinetu predsedstva Vlade RS. Od 15. oktobra 2008 je poslanec v Državnem zboru Republike Slovenije. 

### Literarno delo
V letih 1979–86 je za Naše razglede pisal literarne kritike z imanentnim pristopom, zlasti o sodobni slovenski prozi in poeziji. Uredil in komentiral  je antologijo novejše slovenske proze (Vidčevo sporočilo. Ljubljana: Mladinska knjiga, 1991. (COBISS) ) ter  pripravil in s študijami opremil izbore slovenskih pisateljev. Napisal je dve radijski igri (Življenje Frana Levstika 1981; Bajke o Slovencih 1992) in bil dramaturg pri filmih (Ubij me nežno. Ljubljana: Partizanska knjiga, 1979 (COBISS) ); Draga moja Iza 1979; Razseljena oseba 1982) ter gledaliških predstavah za Jesiha: Grenki sadeži pravice (1974); Brucka (1976); Cankarja: S poti (1974), Šelige: Šarada ali Darja (1975), Kmecla:  Lepa Vida ali Problem svetega Ožbalta (1977), Queneauja: Cica v metroju (1979); Vaje v slogu (1983); ter Hunterja: Profesor Modrinjak (1983). Za svoje delo je prejel leta 2005 Rožančevo nagrado.
Aleksander Zorn med drugim izraža mnenje, da je avtor knjige o slovenskem narodnem vprašanju prvi slovenski komunist in mož Anice Lokarjeve Dragotin Gustinčič, le da je delo izšlo pod avtorstvom Edvarda Kardelja - Speransa: "Šlo je za preprosto krajo avtorskega dela, zgodovinarji pa se tega dejstva ves čas izogibajo".

### Državni zbor
2008–2012
V času 5. državnega zbora Republike Slovenije, član Slovenske demokratske stranke, je bil član naslednjih delovnih teles:
- Odbor za kulturo, šolstvo, šport in mladino (podpredsednik)
- Odbor za visoko šolstvo, znanost in tehnološki razvoj (član)
- Komisija za odnose s Slovenci v zamejstvu in po svetu (član)

### Monografije
- Iskanje slovenske umetne proze. Ljubljana: Partizanska knjiga, 1978. (COBISS)
- Kritika branja. Ljubljana: Mladinska knjiga, 1988. (COBISS)
- Nacionalni junaki, narcisi in stvaritelji. Ljubljana: Mladinska knjiga, 1999.(COBISS)
- Smešna žalost preobrazbe. V Ljubljani: Slovenska matica, 2005. (COBISS)

### Avtor dodatnega besedila
- Marjan Rožanc: Ljubezen. Ljubljana: Mladinska knjiga, 1986. (COBISS)
- Lojze Kovačič: Sporočila iz sna. Ljubljana: Mladinska knjiga, 1987. (COBISS)
- Vitomil Zupan: Gora brez Prometeja. Ljubljana: Mladinska knjiga, 1983. (COBISS)
- Tomaž Šalamun: Glagoli sonca. Ljubljana: Mladinska knjiga, 1993; Knjižnica Kondor. (COBISS)
- Ciril Kosmač: Tantadruj in druge novele. Ljubljana: Mladinska knjiga, 1995; Knjižnica Kondor. (COBISS)
- Vitomil Zupan: Obraz sežganega (izbor iz literarnih del) - izbor A. Zorn (Beletrina, 2019)